# Carlos Benavídez
Carlos Nahuel Benavídez Protesoni (Montevideo, Uruguay; 30 de marzo de 1998) es un futbolista uruguayo. Juega de pivote y su equipo actual es el Deportivo Alavés de la Primera División de España.

## Trayectoria
Debutó como profesional el 11 de abril de 2016, en la fecha 8 de Torneo Clausura, ingresó al minuto 68 para enfrentar a Nacional en el Franzini, el encuentro finalizó 2-4 en contra. Carlos disputó su primer partido con 18 años y 12 días, utilizó la camiseta número 25.
Al siguiente encuentro, fue titular por primera vez, su rival fue Wanderers, estuvo en cancha 69 minutos y empataron sin goles.
El 30 de abril, jugó los 90 minutos contra el líder del Torneo, Plaza Colonia, empataron 1-1 en la fecha 10.
Debido a un esguince de rodilla, se perdió el resto del torneo. Defensor Sporting finalizó el Torneo Clausura 2016 en décima posición. Benavídez disputó 5 partidos, 4 como titular.
Para el Campeonato Uruguayo 2016, se afianzó como titular, a pesar de comenzar sin jugar debido a estar con la selección sub-20. El 12 de noviembre jugó todo el partido contra Villa Española, club con el que perdían 2-1, pero al minuto 93, Carlos anotó su primer gol oficial y empataron 2-2.
Defensor Sporting finalizó el Uruguayo Especial 2016 con una serie de 7 partidos sin perder, con victorias importantes ante Nacional y Peñarol. Quedaron en cuarta posición de la tabla, por lo que clasificaron a la Copa Sudamericana 2017, Benavídez estuvo presente en 10 oportunidades, fue titular en 9 de ellas y convirtió un gol.
Luego de muchas idas y vueltas se transformó en futbolista del Club Atlético Independiente. El futbolista captó la atención de Ariel Holan, quien por entonces era técnico del club argentino y volcó su interés sobre el mediocampista. El interés de Holan fue influenciado por Martín Campaña y Diego Martín Rodríguez Berrini, futbolistas uruguayos con pasado en Defensor Sporting Club, ambos parte del plantel del club de Avellaneda.
El 1 de julio de 2022 firmó por el Deportivo Alavés hasta 2024.

## Selección nacional

### Trayectoria
Carlos ha sido parte de la selección de Uruguay en las categorías juveniles sub-20 y sub-23.
El 6 de mayo de 2016 fue citado por primera vez para practicar con la selección sub-20 de Uruguay, bajo las órdenes de Fabián Coito.
Debutó con la Celeste el 16 de junio, en un partido amistoso contra Perú, en el Estadio Domingo Burgueño Miguel, fue titular con la camiseta número 8, al minuto 58 anotó su primer gol con la selección y ganaron 4-0.
El 12 de diciembre de 2016 fue convocado para entrenar en el complejo AUF, junto a otros 27 futbolistas. Fue confirmado en la lista definitiva el 29 de diciembre, para jugar el Campeonato Sudamericano Sub-20.
En la primera fecha no tuvo minutos y empataron sin goles ante Venezuela. El 21 de enero debutó en el certamen continental, ingresó en el segundo tiempo por Rodrigo Amaral para defender la Celeste contra la selección de Argentina, en los minutos finales debido a una expulsión de Rodrigo Bentancur quedó como capitán, el partido finalizó 3-3.
Tras un buen torneo se coronaron campeones, al vencer a Ecuador 2-1 en el último encuentro del hexagonal. Carlos estuvo presente en 7 partidos.
El 25 de abril fue confirmado en el plantel definitivo para viajar a Corea del Sur y jugar la Copa Mundial Sub-20.
Debutó en el Mundial el 21 de mayo de 2017, en la fecha 1 de la fase de grupos fue titular y vencieron a Italia por la mínima. Finalmente Uruguay culminó en cuarta posición en la competición, Carlos jugó 5 partidos.
En el año 2019 fue convocado para ser parte de los entrenamientos de la selección sub-23 de Uruguay. Debutó el 4 de enero de 2020 en un amistoso contra un combinado de la liga mexicana, fue titular y empataron 0-0.
Fue convocado para participar en el Preolímpico, disputó 2 partidos y no lograron la clasificación a los Juegos Olímpicos.

### Participaciones en categorías juveniles
En cursiva las competiciones no oficiales.
| Competición                                    | Sede          | Resultado     | Partidos | Goles |
| ---------------------------------------------- | ------------- | ------------- | -------- | ----- |
| Torneo Cuatro Naciones Sub-19 de 2016          | Catar         | Subcampeón    | 4        | 1     |
| Copa Ciudad de la Independencia Sub-19 de 2016 | Chile         | Tercer puesto | 3        | 2     |
| Campeonato Sudamericano Sub-20 de 2017         | Ecuador       | Campeón       | 7        | 0     |
| Copa Mundial Sub-20 de 2017                    | Corea del Sur | Cuarto puesto | 5        | 0     |
| Torneo Preolímpico Sub-23 de 2020              | Colombia      | Tercer puesto | 2        | 0     |

### Detalles de partidos
| Con Uruguay sub-20 | Con Uruguay sub-20 | Con Uruguay sub-20          | Con Uruguay sub-20       | Con Uruguay sub-20                 | Con Uruguay sub-20                       | Con Uruguay sub-20 | Con Uruguay sub-20 | Con Uruguay sub-20                                                                                   | Con Uruguay sub-20 |
| N°                 | Rival              | Resultado                   | Fecha                    | Lugar                              | Competencia                              | Goles              | Asistencias        | Ref.                                                                                                 |                    |
| ------------------ | ------------------ | --------------------------- | ------------------------ | ---------------------------------- | ---------------------------------------- | ------------------ | ------------------ | --- | ------------------ |
| 1                  | Perú               | 4:0 (0:0)                   | 16 de junio de 2016      | Maldonado · Uruguay                | Amistoso                                 | 58'                | -                  | 1 |                    |
| 2                  | Sel. Gaúcha        | 5:2 (3:2)                   | 16 de agosto de 2016     | Montevideo · Uruguay               | Amistoso                                 | -                  | -                  | 2 |                    |
| 3                  | Sel. Gaúcha        | 3:3 (2:0)                   | 18 de agosto de 2016     | Canelones · Uruguay                | Amistoso                                 | -                  | -                  | 3 |                    |
| 4                  | Chile              | 1:0 (1:0)                   | 30 de agosto de 2016     | San Vicente de Tagua Tagua · Chile | Amistoso                                 | -                  | -                  | 4 |                    |
| 5                  | Chile              | 1:0 (1:0)                   | 1 de septiembre de 2016  | Santiago · Chile                   | Amistoso                                 | -                  | -                  | 5 |                    |
| 6                  | Catar              | 1:2 (1:2)                   | 18 de septiembre de 2016 | Doha Catar                         | Amistoso Torneo Cuatro Naciones          | 38'                | -                  | 6 |                    |
| 7                  | Corea del Sur      | 0:1 (0:0)                   | 21 de septiembre de 2016 | Doha Catar                         | Amistoso Torneo Cuatro Naciones          | -                  | -                  | 7 |                    |
| 8                  | Senegal            | 1:4 (0:2)                   | 28 de septiembre de 2016 | Doha Catar                         | Amistoso Torneo Cuatro Naciones          | -                  | -                  | 8 |                    |
| 9                  | Venezuela          | 3:1 (2:1)                   | 5 de octubre de 2016     | Montevideo · Uruguay               | Amistoso                                 | -                  | -                  | 9 |                    |
| 10                 | Chile              | 2:2 (1:1)                   | 12 de octubre de 2016    | Talca · Chile                      | Amistoso Copa Ciudad de la Independencia | -                  | -                  | 10                                                                                                   |                    |
| 11                 | Brasil             | 2:1 (1:0)                   | 14 de octubre de 2016    | Talca · Chile                      | Amistoso Copa Ciudad de la Independencia | 88'                | -                  | 11                                                                                                   |                    |
| 12                 | Ecuador            | 2:0 (0:0)                   | 16 de octubre de 2016    | Talca · Chile                      | Amistoso Copa Ciudad de la Independencia | 49'                | -                  | 12                                                                                                   |                    |
| 13                 | Argentina          | 3:3 (1:2)                   | 21 de enero de 2017      | Ibarra · Ecuador                   | Campeonato Sudamericano Fase de grupos   | -                  | -                  | 13                                                                                                   |                    |
| 14                 | Perú               | 2:0 (1:0)                   | 25 de enero de 2017      | Ibarra · Ecuador                   | Campeonato Sudamericano Fase de grupos   | -                  | -                  | 14                                                                                                   |                    |
| 15                 | Bolivia            | 3:0 (2:0)                   | 27 de enero de 2017      | Ibarra · Ecuador                   | Campeonato Sudamericano Fase de grupos   | -                  | -                  | 15                                                                                                   |                    |
| 16                 | Argentina          | 3:0 (2:0)                   | 30 de enero de 2017      | Quito · Ecuador                    | Campeonato Sudamericano Hexagonal final  | -                  | -                  | 16                                                                                                   |                    |
| 17                 | Brasil             | 2:1 (0:1)                   | 2 de febrero de 2017     | Quito · Ecuador                    | Campeonato Sudamericano Hexagonal final  | -                  | -                  | 17                                                                                                   |                    |
| 18                 | Colombia           | 3:0 (1:0)                   | 5 de febrero de 2017     | Quito · Ecuador                    | Campeonato Sudamericano Hexagonal final  | -                  | -                  | 18                                                                                                   |                    |
| 19                 | Venezuela          | 0:3 (0:0)                   | 8 de febrero de 2017     | Quito · Ecuador                    | Campeonato Sudamericano Hexagonal final  | -                  | -                  | 19                                                                                                   |                    |
| 20                 | Argentina          | 0:1 (0:0)                   | 22 de marzo de 2017      | Montevideo · Uruguay               | Amistoso                                 | -                  | -                  | 20                                                                                                   |                    |
| 21                 | Argentina          | 2:1 (2:1)                   | 12 de abril de 2017      | Buenos Aires Argentina             | Amistoso                                 | -                  | -                  | 21                                                                                                   |                    |
| 22                 | China              | 1:3 (0:1)                   | 8 de mayo de 2017        | Xi'an China                        | Amistoso                                 | -                  | -                  | 22 (enlace roto disponible en Internet Archive; véase el historial, la primera versión y la última). |                    |
| 23                 | Corea del Sur      | 2:0 (1:0)                   | 11 de mayo de 2017       | Cheongju Corea del Sur             | Amistoso                                 | -                  | -                  | 23 (enlace roto disponible en Internet Archive; véase el historial, la primera versión y la última). |                    |
| 24                 | Arabia Saudita     | 0:2 (0:1)                   | 14 de mayo de 2017       | Goyang Corea del Sur               | Amistoso                                 | -                  | -                  | 24 (enlace roto disponible en Internet Archive; véase el historial, la primera versión y la última). |                    |
| 25                 | Italia             | 0:1 (0:0)                   | 21 de mayo de 2017       | Suwon Corea del Sur                | Copa Mundial Fase de grupos              | -                  | -                  | 25 (enlace roto disponible en Internet Archive; véase el historial, la primera versión y la última). |                    |
| 26                 | Japón              | 2:0 (1:0)                   | 24 de mayo de 2017       | Suwon Corea del Sur                | Copa Mundial Fase de grupos              | -                  | -                  | 26 (enlace roto disponible en Internet Archive; véase el historial, la primera versión y la última). |                    |
| 27                 | Sudáfrica          | 0:0                         | 27 de mayo de 2017       | Suwon Corea del Sur                | Copa Mundial Fase de grupos              | -                  | -                  | 27 (enlace roto disponible en Internet Archive; véase el historial, la primera versión y la última). |                    |
| 28                 | Portugal           | 2:2 (2:1)(t. s.) (4:5 pen.) | 4 de junio de 2017       | Daejeon Corea del Sur              | Copa Mundial Cuartos de final            | -                  | -                  | 28                                                                                                   |                    |
| 29                 | Venezuela          | 1:1 (0:0)(t. s.) (3:4 pen.) | 8 de junio de 2017       | Suwon Corea del Sur                | Copa Mundial Semifinal                   | -                  | -                  | 29                                                                                                   |                    |

## Estadísticas

### Clubes
Actualizado al último partido disputado el 21 de abril de 2024.
| Club                           | Div.          | Temporada     | Liga  | Liga  | Liga   | Copas nacionales | Copas nacionales | Copas nacionales | Copas internacionales | Copas internacionales | Copas internacionales | Total | Total | Total  |
| Club                           | Div.          | Temporada     | Part. | Goles | Asist. | Part.            | Goles            | Asist.           | Part.                 | Goles                 | Asist.                | Part. | Goles | Asist. |
| ------------------------------ | ------------- | ------------- | ----- | ----- | ------ | ---------------- | ---------------- | ---------------- | --------------------- | --------------------- | --------------------- | ----- | ----- | ------ |
| Defensor Sporting C. · Uruguay | 1.ª           | 2015-16       | 5     | 0     | 0      | -                | -                | -                | -                     | -                     | -                     | 5     | 0     | 0      |
| Defensor Sporting C. · Uruguay | 1.ª           | 2016          | 10    | 0     | 0      | -                | -                | -                | -                     | -                     | -                     | 10    | 0     | 0      |
| Defensor Sporting C. · Uruguay | 1.ª           | 2017          | 22    | 1     | 2      | -                | -                | -                | 1                     | 0                     | 0                     | 23    | 1     | 2      |
| Defensor Sporting C. · Uruguay | 1.ª           | 2018          | 15    | 1     | 0      | -                | -                | -                | 6                     | 3                     | 0                     | 21    | 4     | 0      |
| Defensor Sporting C. · Uruguay | Total club    | Total club    | 52    | 2     | 2      | 0                | 0                | 0                | 7                     | 3                     | 0                     | 59    | 5     | 2      |
| C. A. Independiente Argentina  | 1.ª           | 2018-19       | 3     | 0     | 0      | 2                | 1                | 0                | 1                     | 0                     | 0                     | 6     | 1     | 0      |
| C. A. Independiente Argentina  | 1.ª           | 2019-20       | 3     | 0     | 0      | 1                | 0                | 0                | -                     | -                     | -                     | 4     | 0     | 0      |
| C. A. Independiente Argentina  | 1.ª           | 2020-21       | -     | -     | -      | 5                | 0                | 1                | 3                     | 0                     | 1                     | 8     | 0     | 2      |
| C. A. Independiente Argentina  | 1.ª           | 2021          | 6     | 2     | 0      | -                | -                | -                | -                     | -                     | -                     | 6     | 2     | 0      |
| C. A. Independiente Argentina  | 1.ª           | 2022          | -     | -     | -      | 13               | 1                | 0                | 4                     | 0                     | 0                     | 17    | 1     | 0      |
| C. A. Independiente Argentina  | Total club    | Total club    | 12    | 2     | 0      | 21               | 2                | 1                | 8                     | 0                     | 1                     | 41    | 4     | 2      |
| Deportivo Alavés · España      | 2.ª           | 2022-23       | 33    | 1     | 0      | 3                | 0                | 0                | -                     | -                     | -                     | 36    | 1     | 0      |
| Deportivo Alavés · España      | 1.ª           | 2023-24       | 25    | 2     | 0      | 3                | 1                | 0                | -                     | -                     | -                     | 28    | 3     | 0      |
| Deportivo Alavés · España      | Total club    | Total club    | 58    | 3     | 0      | 6                | 1                | 0                | 0                     | 0                     | 0                     | 64    | 4     | 0      |
| Total carrera                  | Total carrera | Total carrera | 122   | 7     | 2      | 27               | 3                | 1                | 15                    | 3                     | 1                     | 164   | 13    | 4      |
| 1. 2.                          |               |               |       |       |        |                  |                  |                  |                       |                       |                       |       |       |        |

### Selección
Actualizado al último partido disputado el 26 de enero de 2020.
| Selección         | Temporada         | Continental | Continental | Continental | Mundial | Mundial | Mundial | Amistosos | Amistosos | Amistosos | Total | Total | Total  |
| Selección         | Temporada         | Part.       | Goles       | Asist.      | Part.   | Goles   | Asist.  | Part.     | Goles     | Asist.    | Part. | Goles | Asist. |
| ----------------- | ----------------- | ----------- | ----------- | ----------- | ------- | ------- | ------- | --------- | --------- | --------- | ----- | ----- | ------ |
| Sub-20 · Uruguay  | 2015-16           | -           | -           | -           | -       | -       | -       | 1         | 1         | 0         | 1     | 1     | 0      |
| Sub-20 · Uruguay  | 2016-17           | 7           | 0           | 0           | 5       | 0       | 0       | 16        | 3         | 0         | 28    | 3     | 0      |
| Sub-20 · Uruguay  | Total sel.        | 7           | 0           | 0           | 5       | 0       | 0       | 17        | 4         | 0         | 29    | 4     | 0      |
| Sub-23 · Uruguay  | 2019-20           | 2           | 0           | 0           | -       | -       | -       | 3         | 0         | 0         | 5     | 0     | 0      |
| Sub-23 · Uruguay  | Total sel.        | 2           | 0           | 0           | 0       | 0       | 0       | 3         | 0         | 0         | 5     | 0     | 0      |
| Total selecciones | Total selecciones | 9           | 0           | 0           | 5       | 0       | 0       | 20        | 4         | 0         | 34    | 4     | 0      |
| 1. 2.             |                   |             |             |             |         |         |         |           |           |           |       |       |        |

## Palmarés

### Títulos nacionales
| Título          | Club                 | País    | Año  |
| --------------- | -------------------- | ------- | ---- |
| Torneo Apertura | Defensor Sporting C. | Uruguay | 2017 |

### Títulos internacionales
| Título                         | Equipo               | País    | Año  |
| ------------------------------ | -------------------- | ------- | ---- |
| Campeonato Sudamericano Sub-20 | Selección de Uruguay | Ecuador | 2017 |
| Copa Suruga Bank               | C. A. Independiente  | Japón   | 2018 |